# Collegio di East Devon
East Devon è stato un collegio elettorale inglese situato nel Devon e rappresentato alla Camera dei comuni del parlamento del Regno Unito. Eleggeva un membro del parlamento con il sistema maggioritario a turno unico; il collegio è stato abolito in occasione della revisione periodica del 2024.

## Estensione
- 1997–2010: i ward del distretto di East Devon di Axminster Hamlets, Axminster Town, Beer, Budleigh Salterton, Colyton, Edenvale, Exmouth Brixington, Exmouth Halsdon, Exmouth Littleham Rural, Exmouth Littleham Urban, Exmouth Withycombe Raleigh, Exmouth Withycombe Urban, Lympstone, Newbridges, Newton Poppleford and Harpford, Raleigh, Seaton, Sidmouth Rural, Sidmouth Town, Sidmouth Woolbrook, Trinity, Upper Axe, Woodbury e Yarty.
- 2010–2024: i ward del distretto di East Devon di Broadclyst, Budleigh, Clyst Valley, Exmouth Brixington, Exmouth Halsdon, Exmouth Littleham, Exmouth Town, Exmouth Withycombe Raleigh, Newton Poppleford and Harpford, Ottery St Mary Rural, Ottery St Mary Town, Raleigh, Sidmouth Rural, Sidmouth Sidford, Sidmouth Town, Whimple e Woodbury and Lympstone, e i ward della City di Exeter di St Loyes e Topsham.

Il collegio si trovava nella contea del Devon, subito ad est di Exeter, e si estendeva fin sulla costa sulla Jurassic Coast.
A seguito della revisione della rappresentanza parlamentare del Devon apportata dalla Boundary Commission for England, East Devon fu soggetto a modifiche significative in occasione delle elezioni generali del 2010. In particolare, le città di Axminster and Seaton furono trasferite al collegio di Tiverton and Honiton. Inoltre, due ward della città di Exeter furono aggiunti al collegio di East Devon.

## Membri del parlamento

### 1868–1885
In questo periodo il collegio elesse due deputati.
| Elezione | Elezione            | Elezione             | Primo deputato    | Primo partito    | Secondo deputato | Secondo partito  |
| -------- | ------------------- | -------------------- | ----------------- | ---------------- | ---------------- | ---------------- |
|          |                     | 1868                 | Sir Lawrence Palk | Conservatore     | Lord Courtenay   | Conservatore     |
| 1870 (S) | John Henry Kennaway |                      | Sir Lawrence Palk | Conservatore     |                  | Conservatore     |
| 1880     | John Henry Kennaway | William Hood Walrond |                   | Conservatore     |                  | Conservatore     |
| 1885     | 1885                | 1885                 | Collegio abolito  | Collegio abolito | Collegio abolito | Collegio abolito |

### Dal 1997
| Elezione | Elezione   | Deputato         | Partito          |
| -------- | ---------- | ---------------- | ---------------- |
|          | 1997       | Peter Emery      | Conservatore     |
| 2001     | Hugo Swire |                  | Conservatore     |
| 2019     | Simon Jupp |                  | Conservatore     |
|          | 2024       | Collegio abolito | Collegio abolito |

## Elezioni

### Elezioni negli anni 2010
| Partito                    | Partito                                   | Candidato                  | Risultati 12 dicembre 2019 | Risultati 12 dicembre 2019 |
| Partito                    | Partito                                   | Candidato                  | Voti                       | %                          |
| -------------------------- | ----------------------------------------- | -------------------------- | -------------------------- | -------------------------- |
|                            | Conservatore                              | Simon Jupp                 | 32 577                     | 50,84                      |
|                            | Indipendente                              | Claire Wright              | 25 869                     | 40,37                      |
|                            | Laburista                                 | Dan Wilson                 | 2 870                      | 4,48                       |
|                            | Lib Dem                                   | Eleanor Rylance            | 1 771                      | 2,76                       |
|                            | Verdi                                     | Henry Gent                 | 711                        | 1,11                       |
|                            | Indipendente                              | Peter Faithfull            | 275                        | 0,43                       |
|                            |                                           |                            |                            |                            |
| Iscritti                   | Iscritti                                  | Iscritti                   | 87 168                     | 100,00                     |
| ↳ Votanti (% su iscritti)  | ↳ Votanti (% su iscritti)                 | ↳ Votanti (% su iscritti)  | 64 073                     | 73,51                      |
| ↳ Astenuti (% su iscritti) | ↳ Astenuti (% su iscritti)                | ↳ Astenuti (% su iscritti) | 23 095                     | 26,49                      |
|                            |                                           |                            |                            |                            |
|                            | Esito: collegio confermato a Conservatore |                            |                            |                            |

| Partito                    | Partito                                   | Candidato                  | Risultati 8 giugno 2017 | Risultati 8 giugno 2017 |
| Partito                    | Partito                                   | Candidato                  | Voti                    | %                       |
| -------------------------- | ----------------------------------------- | -------------------------- | ----------------------- | ----------------------- |
|                            | Conservatore                              | Hugo Swire                 | 29 306                  | 48,53                   |
|                            | Indipendente                              | Claire Wright              | 21 270                  | 35,23                   |
|                            | Laburista                                 | Jan Ross                   | 6 857                   | 11,36                   |
|                            | Lib Dem                                   | Alison Eden                | 1 468                   | 2,43                    |
|                            | UKIP                                      | Brigitte Graham            | 1 203                   | 1,99                    |
|                            | Indipendente                              | Peter Faithfull            | 150                     | 0,25                    |
|                            | Indipendente                              | Michael Davies             | 128                     | 0,21                    |
|                            |                                           |                            |                         |                         |
| Iscritti                   | Iscritti                                  | Iscritti                   | 82 990                  | 100,00                  |
| ↳ Votanti (% su iscritti)  | ↳ Votanti (% su iscritti)                 | ↳ Votanti (% su iscritti)  | 60 832                  | 73,30                   |
| ↳ Astenuti (% su iscritti) | ↳ Astenuti (% su iscritti)                | ↳ Astenuti (% su iscritti) | 22 158                  | 26,70                   |
|                            |                                           |                            |                         |                         |
|                            | Esito: collegio confermato a Conservatore |                            |                         |                         |

| Partito                    | Partito                                   | Candidato                  | Risultati 7 maggio 2015 | Risultati 7 maggio 2015 |
| Partito                    | Partito                                   | Candidato                  | Voti                    | %                       |
| -------------------------- | ----------------------------------------- | -------------------------- | ----------------------- | ----------------------- |
|                            | Conservatore                              | Hugo Swire                 | 25 401                  | 46,42                   |
|                            | Indipendente                              | Claire Wright              | 13 140                  | 24,01                   |
|                            | UKIP                                      | Andrew Chapman             | 6 870                   | 12,56                   |
|                            | Laburista                                 | Steve Race                 | 5 591                   | 10,22                   |
|                            | Lib Dem                                   | Stuart Mole                | 3 715                   | 6,79                    |
|                            |                                           |                            |                         |                         |
| Iscritti                   | Iscritti                                  | Iscritti                   | 74 242                  | 100,00                  |
| ↳ Votanti (% su iscritti)  | ↳ Votanti (% su iscritti)                 | ↳ Votanti (% su iscritti)  | 54 717                  | 73,70                   |
| ↳ Astenuti (% su iscritti) | ↳ Astenuti (% su iscritti)                | ↳ Astenuti (% su iscritti) | 19 525                  | 26,30                   |
|                            |                                           |                            |                         |                         |
|                            | Esito: collegio confermato a Conservatore |                            |                         |                         |

| Partito                    | Partito                                   | Candidato                  | Risultati 6 maggio 2010 | Risultati 6 maggio 2010 |
| Partito                    | Partito                                   | Candidato                  | Voti                    | %                       |
| -------------------------- | ----------------------------------------- | -------------------------- | ----------------------- | ----------------------- |
|                            | Conservatore                              | Hugo Swire                 | 25 662                  | 48,33                   |
|                            | Lib Dem                                   | Paull Robathan             | 16 548                  | 31,17                   |
|                            | Laburista                                 | Gareth Manson              | 5 721                   | 10,78                   |
|                            | UKIP                                      | Mike Amor                  | 4 346                   | 8,19                    |
|                            | Verdi                                     | Sharon Pavey               | 815                     | 1,54                    |
|                            |                                           |                            |                         |                         |
| Iscritti                   | Iscritti                                  | Iscritti                   | 73 129                  | 100,00                  |
| ↳ Votanti (% su iscritti)  | ↳ Votanti (% su iscritti)                 | ↳ Votanti (% su iscritti)  | 53 092                  | 72,60                   |
| ↳ Astenuti (% su iscritti) | ↳ Astenuti (% su iscritti)                | ↳ Astenuti (% su iscritti) | 20 037                  | 27,40                   |
|                            |                                           |                            |                         |                         |
|                            | Esito: collegio confermato a Conservatore |                            |                         |                         |

### Elezioni negli anni 2000
| Partito                    | Partito                                   | Candidato                  | Risultati 5 maggio 2005 | Risultati 5 maggio 2005 |
| Partito                    | Partito                                   | Candidato                  | Voti                    | %                       |
| -------------------------- | ----------------------------------------- | -------------------------- | ----------------------- | ----------------------- |
|                            | Conservatore                              | Hugo Swire                 | 23 075                  | 46,86                   |
|                            | Lib Dem                                   | Tim Dumper                 | 15 139                  | 30,74                   |
|                            | Laburista                                 | James Court                | 7 598                   | 15,43                   |
|                            | UKIP                                      | Colin McNamee              | 3 035                   | 6,16                    |
|                            | Indipendente                              | Christopher Way            | 400                     | 0,81                    |
|                            |                                           |                            |                         |                         |
| Iscritti                   | Iscritti                                  | Iscritti                   | 70 961                  | 100,00                  |
| ↳ Votanti (% su iscritti)  | ↳ Votanti (% su iscritti)                 | ↳ Votanti (% su iscritti)  | 49 247                  | 69,40                   |
| ↳ Astenuti (% su iscritti) | ↳ Astenuti (% su iscritti)                | ↳ Astenuti (% su iscritti) | 21 714                  | 30,60                   |
|                            |                                           |                            |                         |                         |
|                            | Esito: collegio confermato a Conservatore |                            |                         |                         |

| Partito                    | Partito                                   | Candidato                  | Risultati 7 giugno 2001 | Risultati 7 giugno 2001 |
| Partito                    | Partito                                   | Candidato                  | Voti                    | %                       |
| -------------------------- | ----------------------------------------- | -------------------------- | ----------------------- | ----------------------- |
|                            | Conservatore                              | Hugo Swire                 | 22 681                  | 47,41                   |
|                            | Lib Dem                                   | Tim Dumper                 | 14 486                  | 30,28                   |
|                            | Laburista                                 | Phil Starr                 | 7 974                   | 16,67                   |
|                            | UKIP                                      | David Wilson               | 2 696                   | 5,64                    |
|                            |                                           |                            |                         |                         |
| Iscritti                   | Iscritti                                  | Iscritti                   | 69 530                  | 100,00                  |
| ↳ Votanti (% su iscritti)  | ↳ Votanti (% su iscritti)                 | ↳ Votanti (% su iscritti)  | 47 837                  | 68,80                   |
| ↳ Astenuti (% su iscritti) | ↳ Astenuti (% su iscritti)                | ↳ Astenuti (% su iscritti) | 21 693                  | 31,20                   |
|                            |                                           |                            |                         |                         |
|                            | Esito: collegio confermato a Conservatore |                            |                         |                         |

## Risultati dei referendum

### Referendum sulla permanenza del Regno Unito nell'Unione europea del 2016
|             | Collegio   | Lasciare UE % | Rimanere in UE % |
| ----------- | ---------- | ------------- | ---------------- |
|             | East Devon | 50,4%         | 49,6%            |
| Inghilterra | 53,3%      | 46,7%         |                  |
| Regno Unito | 51,9%      | 48,1%         |                  |